# Estación de Valdeporres
Valdeporres es una estación de ferrocarril situada en el municipio español de Merindad de Valdeporres, en la provincia de Burgos. Las instalaciones formaban parte del ferrocarril Santander-Mediterráneo, cuya sección final nunca llegó a concluirse. En la actualidad el recinto ferroviario acoge un albergue.

## Situación ferroviaria
De acuerdo con el proyecto, estaba previsto que las instalaciones estuvieran situadas en el punto kilométrico 0,916 del trazado de ancho ibérico Santelices-Boo que formaba parte del ferrocarril Santander-Mediterráneo. El kilometraje del ferrocarril se reiniciaba en Santelices, al tratarse de una nueva variante.

## Historia
Tras la nacionalización de la red ferroviaria española, en 1941, el Estado tomó la decisión de completar la construcción del ferrocarril Santander-Mediterráneo. Se optó por un nuevo trazado que seguiría ruta Santelices-Boo y dispondría de ocho estaciones, entre las cuales se encontraba la de Valdeporres, que llegó a ser construida. Las instalaciones disponían de un edificio de viajeros, un muelle y un almacén de mercancías, andenes, etc. El recinto se encontraba situado a poca distancia de Pedrosa de Valdeporres y Santelices. En 1959 los trabajos de prolongación del ferrocarril Santander-Mediterráneo fueron abandonados y ni siquiera llegó a tenderse la vía en los tramos construidos. Esto significó que la estación de Valdeporres nunca llegase a entrar en servicio.